# Konkurs Wsadów PLK
Konkurs Wsadów PLK – koszykarski konkurs wsadów. Odbywa się co roku podczas Meczu Gwiazd PLK. Liderami w klasyfikacji zwycięzców są Adam Wójcik i Aivaras Kiaušas, którzy mają po dwa zwycięstwa na swoim koncie.
W 2005 roku po raz pierwszy i jedyny w historii konkursu wzięły w nim udział kobiety. Były to zawodniczki PLKK – Małgorzata Dydek z Lotosu Gdynia oraz Shannon Johnson z Wisły Can-Pack Kraków.
Dwukrotnie dopuszczono do udziału w konkursie amatorów, w 1998 roku zaproszono Michała Titingera, natomiast w 2011 Łukasza Biednego. Ten drugi wygrał, deklasując rywali, będących zawodowymi koszykarzami, stając się jednocześnie dopiero piątym Polakiem pośród zwycięzców w całej historii zawodów.
Adrian Małecki jest jedynym zawodnikiem w historii spotkań gwiazd, który wygrał zarówno konkurs wsadów, jak i rzutów za 3 punkty, dodatkowo w trakcie tej samej edycji imprezy (1998).
W historii spotkań gwiazd Północ–Południe lub Wschód–Zachód konkurs nie został rozegrany w 2000 roku. Przy okazji konfrontacji reprezentacji Polski z gwiazdami ligi konkursu nie rozegrano w 1997, 1999, 2000, 2009 i 2010 roku.
Najniższym zwycięzcą konkursu w historii jest mierzący 183 cm Michał Krajewski (Mecz Gwiazd Polskiej Ligi Koszykówki 2005)
Najniższymi w historii uczestnikami konkursu byli Michał Titinger (180 cm - 1998), który nigdy nie występował w lidze oraz Brandun Hughes (180 cm - 2004).

## Zwycięzcy
| Rok  | Data        | Zwycięzca         |
| ---- | ----------- | ----------------- |
| 1994 | 22 IV 1994  | Adam Wójcik       |
| 1995 | 9 IV 1995   | Adam Wójcik       |
| 1996 | 1 V 1996    | Antwon Hoard      |
| 1996 | 22 XI 1996  | Jeff Massey       |
| 1997 | 22 XI 1997  | Gary Alexander^   |
| 1998 | 28 III 1998 | Adrian Małecki    |
| 1999 | 13 III 1999 | Tyrone Barksdale  |
| 2003 | 29 III 2003 | Brent Bailey      |
| 2004 | 24 I 2004   | Michał Ignerski^  |
| 2005 | 29 I 2005   | Michał Krajewski  |
| 2006 | 5 III 2006  | Aivaras Kiaušas   |
| 2007 | 3 III 2007  | Grady Reynolds    |
| 2008 | 2 III 2008  | Aivaras Kiaušas   |
| 2009 | 29 III 2009 | Sefton Barrett    |
| 2010 | 20 II 2010  | Eddie Miller      |
| 2011 | 16 I 2011   | Łukasz Biedny     |
| 2012 | 14 I 2012   | Qa’rraan Calhoun  |
| 2013 | 24 II 2013  | Michael Deloach~  |
| 2014 | 24 III 2014 | Christian Eyenga~ |
| 2018 | 18 II 2018  | Ryan Harrow¹      |
| 2019 | 16 II 2019  | Morayo Soluade¹   |
| 2020 | 15 II 2020  | Thomas Davis¹     |
| 2021 | 13 II 2021  | Jan Wójcik¹       |
| 2022 | 19 II 2022  | James Eads¹       |
| 2023 | 18 II 2023  | Phil Fayne¹       |
| 2024 | 17 II 2024  | Xeyrius Williams¹ |

^ – oznacza zwycięzcę konkursu podczas meczu gwiazd – Polska vs Gwiazdy PLK

~ – oznacza zwycięzcę konkursu podczas meczu gwiazd – TBL vs NBL

¹ – oznacza zwycięzcę konkursu wsadów podczas pucharu Polski

## Uczestnicy
pogrubienie – oznacza zwycięzcę konkursu

przekreślenie – oznacza zawodnika, który został wybrany do udziału w konkursie, ale ostatecznie w nim nie wystąpił i został zastąpiony przez innego koszykarza
1994
- Adam Wójcik (208 cm – ASPRO Brzeg Dolny), Roman Olszewski (204 cm - Nobiles Włocławek), Dominik Tomczyk (204 cm - ASPRO Brzeg Dolny)

1995
- Dominik Tomczyk (204 – Śląsk ESKA Wrocław), Martin Eggleston (211 – Komfort Spójnia Stargard Szczeciński), Adam Wójcik (208 – Mazowszanka Pruszków), Piotr Ignatowicz (198 – Spójnia Stargard Szczeciński), Nathan Buntin (205 – Polonia Przemyśl), Tomasz Jankowski (207 – Nobiles Włocławek)

1996 – Poznań
- Keith Hughes (203 – 10,5 Poznań), Tomasz Jankowski (207 – Nobiles Azoty Włocławek), Martin Eggleston (211 – Komfort Spójnia Stargard), Mariusz Bacik (207 – Browary Tyskie Bobry Bytom), Antwon Hoard (198 – Mazowszanka Pruszków), Arkadiusz Wieczorek, Krzysztof Dryja (210 – Mazowszanka Pruszków), Tyrice Walker (198 – Mazowszanka Pruszków)

1996 – Sopot
- Joe McNaull (208 – Komfort Forbo Stargard), Tomasz Jankowski (207 – Nobiles Włocławek), Dannie Norris (192 – Dojlidy Instal Białystok), Mariusz Bacik (207 – Browary Tyskie Bobry Bytom), Piotr Ignatowicz (198 – Komfort Forbo Stargard), Przemysław Frasunkiewicz (202 – STK Trefl Sopot), Jeff Massey (186 – Mazowszanka Pruszków)

1997 – Sopot
- Gary Alexander (201 – Trefl Sopot)

1998
- Tyrone Barksdale (186 – Zagłębie Maczki-Bór Sosnowiec), Will Brantley (Unia Tarnów), Piotr Ignatowicz (198 – Spójnia Stargard Szczeciński), Michał Titinger (180 – amator), Gary Alexander (201 – Trefl Sopot), Adrian Małecki (198 – Unia Tarnów)

1999
- Tyrone Barksdale (186 – Zagłębie Maczki Bór Sosnowiec), Paweł Wiekiera (208 – Spójnia Stargard Szczeciński), Yohance Nicholas (204 – Ericsson Bobry Bytom), Joseph McNaull (208 – Zepter Śląsk Wrocław)

2003
- Brent Bailey (202 – Old Spice Pruszków)

2004
- Michał Ignerski (207 – Idea Śląsk Wrocław), Zbigniew Białek (202 – Czarni Słupsk), Ryan Randle (206 – Idea Śląsk Wrocław), Brandun Hughes (180 – Unia-Wisła Kraków)

2005
- Michał Krajewski (183 – Stal Ostrów Wielkopolski), Michael Watson (Deichmann Śląsk Wrocław), Małgorzata Dydek (2018 – Lotos Gdynia), Shannon Johnson (170 – Wisła Can-Pack Kraków), Mariusz Łapiński (196 – Znicz Pruszków), Seid Hajrić (203 – Anwil Włocławek), Tomasz Pisarczyk (205 – Polonia Warszawa).

2006
- Michał Ignerski (207 – Anwil Włocławek), George Reese (201 – Stal Ostrów Wielkopolski), Michał Krajewski (183), Aivaras Kiaušas (199 – Astoria Bydgoszcz)

2007
- Grady Reynolds (198 – Polonia SPEC Warszawa), David Logan (184 – Polpharma Starogard Gdański), Aaron Pettway (211 – Kager Gdynia), Łukasz Wiśniewski (186 – Polpak Świecie), Witalij Kowałenko (203 – Znicz Jarosław)

2008
- Aivaras Kiaušas (199 – Asco Śląsk Wrocław), David Logan (184 – PGE Turów Zgorzelec), Alan Daniels (198 – Anwil Włocławek), Sefton Barrett (198 – Kotwica Kołobrzeg), Christian Burns (203 – AZS Koszalin), Kris Clarkson (202 – Górnik Wałbrzych)

2009
- Sefton Barrett (198 – Kotwica Kołobrzeg), Chad Timberlake (194 – Sokołów Znicz Jarosław), Eddie Miller (191 – Sportino Inowrocław), Brandon Wallace (206 – Bank BPS Basket Kwidzyn)

2010
- Aleksander Perka (201 – Polonia Warszawa), Eddie Miller (191 – Polonia Warszawa), Harding Nana (203 – Polonia Warszawa), Quinton Day (185 – Sportino Inowrocław)

2011
- Bryan Davis (206 – Czarni Słupsk), Ted Scott (188 – Kotwica Kołobrzeg), Cameron Bennerman (193 – Czarni Słupsk), Eddie Miller (191 – PBG Basket Poznań), Tony Easley (206 – Polonia Warszawa), Łukasz Biedny (185 – amator)

2012
- Qa’rraan Calhoun (203 – Śląsk Wrocław), Mateusz Ponitka (196 – AZS Politechnika Warszawska), Walter Hodge (183 – Zastal Zielona Góra), LaMarshall Corbett (187 – Siarka Jezioro Tarnobrzeg)

2013
- Przemysław Zamojski (193 – Asseco Prokom Gdynia), Aaron Cel (200 – PGE Turów Zgorzelec), Ben McCauley (206 – Polpharma Starogard Gdański), Austin Dufault (206 – NH Ostrava), Michael Deloach (186 – Qanto Tuři Svitavy), Vojtech Hruban (ČEZ Basketball Nymburk)

2014
- Christian Eyenga (201 – Stelmet Zielona Góra), Deividas Dulkys (195 – Anwil Włocławek), Przemysław Zamojski (193 – Stelmet Zielona Góra), Vojtěch Hruban (202 – ČEZ Basketball Nymburk), Esian Henderson (205 – JBC MMCITE Brno), Michael Steffeck (SLUNETA Ústí nad Labem)

2018
- Filip Put (201 – Asseco Gdynia), Thomas Davis (198 – Polpharma Starogard Gdański), Karol Gruszecki (196 – Polski Cukier Toruń), Ryan Harrow (188 – Rosa Radom), Kacper Borowski (205 – PGE Turów Zgorzelec), Chavaughn Lewis (196 – TBV Start Lublin)

2019
- Michał Kołodziej (202 – Legia Warszawa), Morayo Soluade (196 – Legia Warszawa), Cleveland Melvin (203 – MKS Dąbrowa Górnicza), Mathieu Wojciechowski (203 – MKS Dąbrowa Górnicza), Kacper Borowski (TBV Start Lublin), DeVonte Upson (206 – TBV Start Lublin)

2020
- Nana Foulland (208 – Trefl Sopot), Jakub Nizioł (201 – Legia Warszawa), Brandon Tabb (193 – GTK Gliwice), Mathieu Wojciechowski (203 – WKS Śląsk Wrocław), Thomas Davis (198 – King Szczecin), Cleveland Melvin (203 – King Szczecin)

2021
- Jakub Nizioł (201 – Enea Astoria Bydgoszcz), Thomas Davis (198 – Pszczółka Start Lublin), Shannon Bogues (190 – GTK Gliwice), Nick Faust (198 – PGE Spójnia Stargard), Darious Moten (198 – Trefl Sopot), Jan Wójcik (204 – WKS Śląsk Wrocław), Elijah Stewart (196 – WKS Śląsk Wrocław)[a]

2022
- Mateusz Kostrzewski (202 – Polski Cukier Pszczółka Start Lublin)[9], James Eads (190 – Twarde Pierniki Toruń)[10], Josh Sharma (213 – Trefl Sopot)[11], Wojciech Tomaszewski (196 – Asseco Arka Gdynia), Ahmed Hill (196 – HydroTruck Radom)[12]

2023
- Mateusz Bręk (Rawlplug Sokół Łańcut), James Eads (Rawlplug Sokół Łańcut), Phil Fayne (King Szczecin), Dominik Grudziński (PGE Spójnia Stargard), Martin Krampelj (MKS Dąbrowa Górnicza)

2024
- Seth LeDay (Krajowa Grupa Spożywcza Arka Gdynia)[14], Szymon Wójcik (Grupa Sierleccy Czarni Słupsk)[15], Trey Wade (Polski Cukier Start Lublin)[16], Darious Hall (Enea Stelmet Zastal Zielona Góra)[17], Xeyrius Williams (MKS Dąbrowa Górnicza)[17], Wojciech Tomaszewski (Arriva Polski Cukier Toruń)[17]